# Manfred Baumann
Manfred Baumann (Sankt Georgen im Attergau, 17 febbraio 1967) è un pilota motociclistico austriaco ritiratosi dall'attività agonistica.

## Carriera
Nel 1988 ottiene un podio e chiude sedicesimo nel Campionato Europeo Velocità classe 125.
Debutta nel motomondiale nel 1989 nella classe 125 con una wild card per il gran premio di casa, concludendo la gara al 17º posto. Nella stessa stagione gareggia nuovamente nel campionato europeo dove, in sella ad una Honda, conquista sette punti. Nel 1992, in sella ad una Honda, ottiene due vittorie e chiude terzo nell'europeo classe 125.
Nel 1993, quattro anni dopo le sue ultime apparizioni, viene ingaggiato come titolare sempre in 125 su una Honda. Ottiene il suo primo ed unico podio nel mondiale al Gran Premio d'Olanda e chiude il campionato sedicesimo in classifica con 36 punti. L'anno dopo è sempre titolare ma stavolta su una Yamaha. La stagione non è in line con la precedente, con miglior risultato finale in gara un 17º posto in Olanda. Lascia il mondiale a fine stagione.

## Risultati nel motomondiale
| 1989 | Classe | Moto  |  |  |    |  |  |  |    |    |  |  |  |  |  |  |    | Punti | Pos. |
| ---- | ------ | ----- |  |  | -- |  |  |  | -- | -- |  |  |  |  |  |  | -- | ----- | ---- |
| 1989 | 125    | Honda |  |  | NE |  |  |  | 17 | NE |  |  |  |  |  |  | NE | 0     |      |

| 1993 | Classe | Moto  |     |     |     |     |   |   |   |    |     |     |    |     |     |    |  | Punti | Pos. |
| ---- | ------ | ----- | --- | --- | --- | --- | - | - | - | -- | --- | --- | -- | --- | --- | -- |  | ----- | ---- |
| 1993 | 125    | Honda | Rit | Rit | Rit | Rit | 6 | 9 | 3 | 13 | Rit | Rit | 19 | Rit | Rit | 22 |  | 36    | 16º  |

| 1994 | Classe | Moto   |     |    |    |    |    |    |    |     |     |     |    |    |    |     |  | Punti | Pos. |
| ---- | ------ | ------ | --- | -- | -- | -- | -- | -- | -- | --- | --- | --- | -- | -- | -- | --- |  | ----- | ---- |
| 1994 | 125    | Yamaha | Rit | 22 | 22 | 22 | 30 | 18 | 17 | Rit | Rit | Rit | 23 | 26 | 18 | Rit |  | 0     |      |

| Legenda | 1º posto        | 2º posto            | 3º posto            | A punti      | Senza punti        | Grassetto – Pole position Corsivo – Giro più veloce |
| Legenda | Gara non valida | Non qual./Non part. | Ritirato/Non class. | Squalificato | '-' Dato non disp. | Grassetto – Pole position Corsivo – Giro più veloce |